# Културни центар Требиње
Културни центар Требиње основан је од стране Општине Требиња, у циљу задовољавања културних потреба грађана, подстицања и очувања културне баштине,слободе стваралаштва и права на културно остваривање.

## Историја
Институционална реформа и реорганизација Центра за информисање и културу Требиње, препознати су као приоритети развоја културе у Општини Требиње, што је утврђено Одлуком о покретању статусне промјене ЈУ Центра за културу и информисање, који је усвојила Скупштина Града Требиња на сједници 25. фебруара 2013. године. Водећи се овим приоритетом, Град Требиње је основао Културни Центар Требиње као посебну установу културе.
Зграда Културног центра је изграђена 60тих година прошлог вијека, као Дом културе, а реновирана је 2016. године. Налази се у самом центру града, на адреси Трг палих бораца 89101.
Културни центар Требиње, као поливалентна установа у култури, представља незаобилазно мјесто у културном животу града Требиња и Херцеговине. Кроз досадашњи рад и комуникацију са публиком, Центар је изградио имиџ успијешне установе која је својом програмском оријентацијом окренута ка промоцији вриједности отвореног и демократског друштва, сарадњи са локалним, националним и свјетским умјетницима и умјетничким групама, реализацији различитих активистичких и критичких програма са цивилним сектором.
Приликом оснивања ове јавне установе акценат је стављен на културну политику Општине и јавну установу која треба да се бави овим послом.
Руководећи се раније уоченим потребама издвојена су три засебна поља на којим је потребно дјеловати:
- Ефикасност управљања културом
- Јачање умјетности и умјетника Требиња
- Изградња капацитета Града Требиња за развој културних индустрија

Ова подручја су такође у складу са међународним трендовима и културним политикама региона.
Полазећи из оваквих претпоставки развила се и мисија Културног Центра:
Постати средиште културних, едукативних и умјетничких програма и иницијатива, мјесто сусрета свих значајних идеја на пољу културног дјеловања у Требињу и регији. Креирати средину погодну за разноврсне културне дијалоге, модернизирати своје капацитете и едуковати публику

## Зграда Културног центра
Укупна расположива површина зграде Културног центра је 1500-2000 м квадратних. 
У његовом саставу се налазе:
- Галерије Културног центра, које се налазе на спрату зграде
- Градско позориште Требиње, на спрату зграде. Позоришна сала има око 500 м квадратних и 302 мјеста
- Биоскопска сала са 300 м квадратних и 209 мијеста
- Три излагачка простора
- Фоаје, који се користи за коктеле и излагање неких радова
- Љетња сцена, на крову зграде КЦ
- Билетарница, у приземљу
- Студио КЦ, који још није у погону.[1]

## Рад центра
Рад Центра одвија се кроз више програмских цјелина:
- филмски програм
- позоришни програм
- програм визуелних уметности
- дјечији програм
- музички програм.

Културни центар успјешно реализује најразноврснији културни и умјетнички садржај кроз сљедеће дјелатности: 
- Галеријска
- Позоришна
- Филмска
- Музичка
- Књижевна

## Фестивали
Посебан вид дјелатности ове институције представља учешће у организацији и реализацији манифестација фестивалског карактера са међународним учешћем, које имају велики утицај на Требиње и представљају најбољи начин за маркетинг и промоцију. 
Као културни фестивали и фестивали од посебног значаја у реализацији Културног центра истичу се: 
- Фестиал аметерских позоришта
- „Фестивал Фестивала”
- Фестивал медистераског филма[1]